# Алонсо Ескобоса
Алонсо Ескобоса (ісп. Jesús Escoboza, нар. 22 січня 1993, Лос-Мочіс) — мексиканський футболіст, нападник клубу «Масатлан».
Виступав, зокрема, за клуб «Крус Асуль», а також національну збірну Мексики.

## Клубна кар'єра
Народився 22 січня 1993 року в місті Лос-Мочіс. Вихованець футбольної школи клубу «Сантос Лагуна». Дорослу футбольну кар'єру розпочав 2011 року в основній команді того ж клубу, в якій провів два сезони, взявши участь у 9 матчах чемпіонату. 
Згодом з 2013 по 2022 рік грав у складі команд «Некакса», «Сантос Лагуна», «Тіхуана», «Чьяпас», «Пуебла», «Дорадос де Сіналоа», «Керетаро» та «Америка».
Своєю грою привернув увагу представників тренерського штабу клубу «Крус Асуль», до складу якого приєднався 2022 року. Відіграв за команду з Мехіко наступні два сезони своєї ігрової кар'єри.
До складу клубу «Масатлан» приєднався 2024 року. Станом на 24 лютого 2024 року відіграв за команду з Масатлана 7 матчів в національному чемпіонаті.

## Виступи за збірні
У 2013 році залучався до складу молодіжної збірної Мексики. На молодіжному рівні зіграв в 11 офіційних матчах, забив 3 голи.
Того ж року дебютував в офіційних матчах у складі національної збірної Мексики.
| Дата       | Місто      | Господарі     | Результат | Гості         | Турнір            | Голи | Примітки |
| ---------- | ---------- | ------------- | --------- | ------------- | ----------------- | ---- | -------- |
| 31-10-2013 | Сан-Дієго  | Мексика       | 4 – 2     | Фінляндія     | товариський матч  | 1    | 60'      |
| 13-11-2013 | Мехіко     | Мексика       | 5 – 1     | Нова Зеландія | Відбір до ЧС 2014 | -    | 64'      |
| 19-11-2013 | Веллінгтон | Нова Зеландія | 2 – 4     | Мексика       | Відбір до ЧС 2014 | -    | 58'      |
| Усього     |            | Матчів        | 3         |               | Голів             | 1    |          |